# Palicourea conferta
Palicourea conferta är en måreväxtart som först beskrevs av George Bentham, och fick sitt nu gällande namn av Noel Yvri Sandwith. Palicourea conferta ingår i släktet Palicourea och familjen måreväxter. Inga underarter finns listade i Catalogue of Life.